# Eucereon imprimata
Eucereon imprimata là một loài bướm đêm thuộc phân họ Arctiinae, họ Erebidae.